# Zwariowany piątek (film 1976)
Zwariowany piątek – amerykański film zrealizowany w 1976, będący pierwszą ekranizacją młodzieżowej powieści autorstwa Mary Rodgers.
W role wiecznie ze sobą walczących matki i córki wcielają się Barbara Harris oraz trzynastoletnia wówczas Jodie Foster. Pewnego dnia, na skutek dziwnego splotu wydarzeń, panie zamieniają się ciałami i oto Annabelle musi iść do pracy, a Ellen ląduje w szkolnej ławie...

## Główne role
- Barbara Harris – Ellen Andrews
- Jodie Foster – Annabel Andrews
- John Astin – William Waring Andrews
- Patsy Kelly – Pani Schmauss, służąca
- Dick Van Patten – Harold Jennings
- Vicki Schreck – Virginia
- Sorrell Booke – Charles Dilk, dyrektor szkoły
- Alan Oppenheimer – Pan Joffert

## Nagrody i nominacje
Złote Globy 1976
- Najlepsza aktorka w komedii/musicalu – Jodie Foster (nominacja)
- Najlepsza aktorka w komedii/musicalu – Barbara Harris (nominacja)
- Najlepsza piosenka – I'd Like to Be You for a Day – muz. i sł. Joel Hirschhorn, Al Kasha (nominacja)